# رمانة وبرطال (مسلسل)
رمانة وبرطال هو مسلسل دراما وخيال مغربي عُرض سنة 2005، من تأليف إبراهيم بوبكدي، وإخراج فاطمة بوبكدي، ومن بطولة سناء عكرود، وحسن مكيات، وياسين أحجام، وحسن مضياف، وسامية أقريو. يضم المسلسل عددًا من الحكايات الشعبية المستوحاة من التراث الفلكلوري المغربي تجمع في أحداثها المتنوعة بين الحقيقة والخيال، كل حلقة من حلقات المسلسل تتضمن حكم وعبر.

## القصة

### الموسم الأول
تتلخص أحداث المسلسل حول الصبية رمانة وهي فتاة يتيمة الأم تعيش في البادية مع والدها الطاعن في السن، وهي تمثل المرأة المغربية بذكائها وحكمتها، فدائما ما تقع في مواقف صعبة لكنها تعرف دائما كيف تخلص نفسها، ومعها ابن عمها الساذج والبسيط برطال والذي يرافقها خلال مغامراتها.
وتبدأ القصة عندما خرجا ليرعيا عنزة وجديا، فهما المصدر الوحيد لكسب القوت اليومي بعد إفلاس الأسرة العديدة الرهط والكثيرة اللغط، فأولاد الأب هم الوابل الذي حصد الحابل والنابل، لكن حينما كان برطال ورمانة يلهوان، اختفت العنزة منهما، لتبدأ رمانة رحلة البحث والتقصي في الغابة دون اكتراث للمخاطر التي تحدق بها، فهمها الوحيد أن لا تعود لزوجة أبيها القاسية العنيدة بدون عنزة حتى ولو تطلب الأمر التضحية بروحها والمجازفة بنفسها. من هنا ستكون انطلاقة رحلة عطش طويلة مريرة متعددة المغامرات، ستستمر على مدى حلقات السلسلة والتي تحمل في كل حلقة مفاجآت شيقة ومثيرة.

### الموسم الثاني
ومن أجل إعطاء سلسلة رمانة وبرطال نفسا جديدا وإثراء الحكاية وإغناءها، تم خلق شخصية جديدة وبقصة جديدة تستوحي أحداثها من الحكايات والأساطير الشعبية المغربية دائما. وهذا لإضفاء مزيد من التشويق على السلسلة وتفادي تكرار نفس شخصيات الجزء الأول لكي لا يحس المشاهد بالملل.
هاينة هي الشخصية الجديدة وهي فتاة يتيمة تكلفت بتربيتها امرأة ذات طباع قاسية، فبعد أن استولت على إرث الفتاة حولتها إلى خادمة تكلفها بكل أعباء البيت، وتسيء معاملتها وتعذبها إذ بلغت بها القسوة إلى قطع شعرها الطويل والذي كان يضرب به المثل في القبيلة.
وذات ليلة من ليالي عاشوراء اغتنمت هاينة الفرصة وفرت هاربة من البيت بعد أن عجزت عن تحمل معاملة مربيتها لتتيه في الغابة بحثا عن لالة منانة والتي كانت امرأة غامضة يحكى أنها تملك عود قصب سحري، وكانت هاينة تؤمن أن تلك السيدة هي الأمل الوحيد للخلاص من محنتها.
ومن هنا يتحول فضاء الحكي إلى بيت هذه العجوز الغامضة ومنه ستتفرع الحكايات التي تحكي عن مغامرات رمانة قبل أن تمسخ ومغامرات هاينة ومعاناتها مع مربتها.

## طاقم التمثيل
- سناء عكرود بدور رمانة
- حسن مكيات بدور برطال
- حسن مضياف بدور العم سلام
- ياسين أحجام بدور سحت الليل
- سامية أقريو بدور هاينة
- حنان زهدي
- فاطمة وشاي
- عائشة مناف
- مليكة الرويس
- سعاد الوزاني

## قائمة الحلقات
| ر. في الموسم | العنوان                         | تاريخ العرض الأصلي |
| --- | ------------------------------- | ------------------ |
| 1 | «رمانة وبرطال»                  | 15 أكتوبر 2005     |
| تركت رمانة عنزة زوجه أبيها ترعى، وجلست إلى جانب برطال، وبدأت تتحدث عن حلمها بأن تظهر أمامها جنية تحقق لها كل أمانيها، طال الحديث بينها وبين برطال، وفجأة تذكرت أمر العنزة، والوعيد الذي ينتظرها إن هي أضاعتها، ذهبت للبحث عنها، لكن بيدو أنها فقدت أثرها... |                                 |                    |
| 2 | «الفاهمة»                       | 6 أكتوبر 2005      |
| وقعت رمانة ورفيقاتها في قبضة سيدي سحت الليل. ولإقناعه بعدم قتلها تحكي له كل ليلة قصة جديدة. وقد اختارت رمانة أن تحكي له في هذه الحلقة قصة الفاهمة، الفتاة الذكية التي استطاعت بدهائها وحيلتها أن تنفذ أباها من الفقر ليصبح من أغنى رجال البلدة. |                                 |                    |
| 3 | «السمن والعسل»                  | 13 أكتوبر 2005     |
| في هذه الليلة الجديدة تختار رمانة ان تحكي لسيدي سحت الليل واحدة من مغامراتها مع ابن عمها برطال حيث وقعا في مطب عجزت رغم ذكائها وحيلتها عن الخروج منه. فاختارت الهرب تاركة برطال وحده في مواجهة الحاكم ورفاقه... |                                 |                    |
| 4 | «القايدة بامو»                  | 20 أكتوبر 2005     |
| في هذه الليلة الجديدة تختار رمانة أن تحكي لسيدي سحت الليل قصة القايدة بامو التي تترأس مجلس القبيلة والمشهورة بحكمتها وصواب قرارها. وقد كانت دائما تتبع نصيحة مستشارتها رمانة. إلا أن دوام الحال من المحال... ففي أحد الأيام ستقوم القايدة طامو بالزج برمانة في السجن عقب حادث تسببت فيه هذه الأخيرة فقدت على إثره القايدة بامو أصبعها... فهل ستستطيع رئيسة مجلس القبيلة مواصلة اتخاذ القرارات الصائبة دون مستشارتها؟ |                                 |                    |
| 5 | «مال الحرام»                    | 28 سبتمبر 2006     |
| بينما كانت رمانة وبرطال تائهين في الغابة عثرا على طائر نادر، فقررا إهذاءه لسلطان قرية مجاورة مقابل فرسين يمكنهما من العودة إلى البيت. لكن الأمور لم تجري كما خططا لها، حيث طلب منهما السلطان أن يأتوه بأنثى الطائر. |                                 |                    |
| 6 | «ورقة الحنة»                    | 5 أكتوبر 2006      |
| بعد وفاة والدتها، تعيش ورقة الحنة مع أبيها وزجته التي لا تحن فيها فتوكل لها كل مهام البيت بالاضافة إلى رعي الغنم. في أحد الأيام، سمعت ورقة الحنة ان ابن السلطان دعى جميع فتيات القبيلة الجميلات إلى حفل للتعرف عليهن من أجل اختيار عروس له. ورقة الحنة التي لا تملك ما تلبس للمناسبة قررت الذهاب للقصر لمراقبة ما سيجري عن بعد دون أن تتخيل ما سيحدث لها... |                                 |                    |
| 7 | «الراس أو الكسدة»               | 12 أكتوبر 2006     |
| بينما لازال برطال وعمه يجوبان البلاد بحثا عن رمانة، سيحطان الرحال بقرية حققت فيها الصالحة، صديقة رمانة شهرة كبيرة بفضل ذكائها وقدرتها على حل المشاكل. فينسى الرجلان مهمتهما ليساعدا الصالحة على إيجاد زوجة لابن خالها الغني الأهبل |                                 |                    |
| 8 | «الحكمة في القسمة»              | 19 أكتوبر 2006     |
| بعد وفاة والدهم، يقرر أربعة إخوة الزواج. وكما جرت العادة، فإنه يجب أولا زواج أكبرهم سنا. هذا الاخير يريد الزواج من واحدة من بين بنات خاله السبع. فيرحل رفقة عمه للبحث عن منزل خاله الذي لم يره منذ سنوات والذي يوجد في قرية بعيدة... |                                 |                    |
| 9 | «لا خبزة لا نص»                 | 18 أكتوبر 2007     |
| في هذه الحكاية الجديدة تأخذنا رمانة إلى إحدى القرى التي يحكمها قانون يسمح للرجال بالارث دون النساء. وهو القانون الذي خلق مشاكل في وسط أغنى العائلات بالقرية. فقد كان للأب ولدين توأمين. بعد زواجهما، أنجب أحدهما أولادا في حين لم ينجب الثاني إلا الفتيات. إلا أن الطمع أعمى عيون أم الذكور فخططت لقتل أخ زوجها وبالتالي الاستحواذ على أملاكه. |                                 |                    |
| 10 | «خميسة»                         | 25 أكتوبر 2007     |
| تقع خميسة بين يد "غول" شرس وجدها في حفرة عميقة بعد أن ألقت بها يد الغدر فيها... خميسة الفتاة الجميلة والطيبة التي قادها حسن ظنها بالآخر وسوء طالعها إلى مصير مجهول. ففي يوم خطبتها تختفي خميسة في ظروف غامضة تجعل كل سكان القرية يبحثون عنها للوصول إلى السر وراء هذا الاختفاء المفاجئ. |                                 |                    |
| 11 | «بومارث»                        | 1 نوفمبر 2007      |
| بعد وفاة "سي عمر العدلاني" يترك زوجته أم هاني وثلاثة أولاد حمادي البكر، الحسين المتوسط والأصغر عثمان. يترك السي العدلاني وصية لزوجته تخص أولاده والقسمة كالتالي : نصف القطيع لحمادي، الثلث للحسين والتسع لعثمان. هذه القسمة وضعت أبناء "السي العدلاني" في دوامة دون أن يجدوا حلا لهذه القسمة التي جعل من وراءها الأب حكمة كبيرة لم يفهمها أولاده الثلاثة. |                                 |                    |
| 12 | «بونعالة»                       | 8 نوفمبر 2007      |
| قاسم بونعالة رجل شحيح اشتهر في البلدة ببخله واكتنازه للمال، وقد أطلق عليه جيرانه لقب بونعالة لعلاقته الحميمة بنعله الذي نال منه الزمن، لكن قاسم كان يقوم دوما بترميمه وترقيعه ولم يفكر أبدا في التخلي عنه إلى أن أصبح مجلب بلاء عليه. عندما قرر التخلص منه وجد صعوبة في ذلك. فكلما رمى به إلا وأحضره له شخص ما، فأصبح يحس وكأن لعنة نعله قد حلت به ولن يستطيع التخلص منه أبدا. |                                 |                    |
| 13 | «الرابحة منها»                  | 22 أكتوبر 2006     |
| سيقوم أبناء الصياد الثلاثة برحلة بحثا عن الجن الذي وعد أباهم بتحقيق أمنياتهم، وبعد العثور عليه واستقباله لهم في قصره، سيعرب الابن الأكبر عن أمنيته وهي طلب المال، والأوسط فمطلبه أن يصير ذا جاه وسلطة، أما الأصغر فمطلبه أن يرزق بامرأة صالحة وهو مطلب سيثير حنق أخوته.. |                                 |                    |
| 14 | «الوصية»                        | 7 يناير 2007       |
| يموت الحمال ويترك لابنه عياد المدلل مالا قليلا، ويوصيه بالاعتماد على نفسه لكسب رزقه إلا أن ابنه المتواكل سينفق ما تركه له والده في وقت وجيز، ويعيش بعد ذلك معوزا لمدة طويلة. وعندما سينال منه الزمن، سيشمر على ساعديه ويقرر العمل، إلا أن زوجته ستعثر على وصية والده المتوفى والتي ستقوده إلى كنز أخفاه قبل موته |                                 |                    |
| 15 | «سعدك يارمانة»                  | 7 يناير 2007       |
| خلال جلسة الحكي، تروي رمانة قصة زواجها بابن شيخ القبيلة الذي أرغمها على قبول عرضه، مما دفعها لتدبير خطة تجعله يتراجع عن قراره. لكن هذه الليلة لم يستطع الأمير أن يخلد للنوم فتجرأ على طلبها للزواج بعدما تأكد من حبها الصادق رغم تشوه وجهه. أمام اقتناع رمانة بالعرض، تعود الصورة الحقيقية للأمير ويخبرها بسر لعنة ملك الجان التي لم يفك لغزها إلا بلقاء امرأة تهواه عن صدق. |                                 |                    |
| 16 | «بابا عيشور»                    | 21 يناير 2007      |
| تحتفل كل فتيات القبيلة بعاشوراء باستثناء هينة التي تجبرها زوجة أبيها على البقاء في المنزل والقيام بالاشغال المنزلية. إلا أن صديقاتها يفضلن البقاء رفقتها كي تحكي لهن قصة رمانة وسيدي سحت الليل... |                                 |                    |
| 17 | «ورث الكلب»                     | 21 يناير 2007      |
| بعد أن حلمت رمانة بسيدي سحت الليل، بدأت بالبحث عنه وهكذا طلبت من لالة منانة أن تعطيها القصبة التي ستمكنها من أن تجد فارس أحلامها. لكن هذه الأخيرة ستطلب منها أن تبقى عندها لبعض الوقت وأن تساعدها في الأشغال المنزلية قبل أن تعطيها القصبة. لكل رمانة لم تستطع الصبر فتستغل نوم العجوز لتسرق القصبة. لكنها ستجد نفسها في كهف "غول" عوض قصر فارس أحلامها... |                                 |                    |
| 18 | «النية تغلب»                    | 4 فبراير 2007      |
| بعد أن حكت "مي منانة" لهاينة حكاية رمانة وسر مسخها، تطلب منها أن تقوم هي الأخرى بإطلاعها عن حكاياتها وسبب هروبها من بيت خالتها... وعن معاناتها واستحواذ خالتها على ميراث أبويها واستغلالها كخادمة عندها. |                                 |                    |
| 19 | «قايد البغال»                   | 4 فبراير 2007      |
| سنتعرف في هذه الحلقة على قصة هاينة ولقائها بابن السلطان الهارب من الموت ومساعدتها له دون أن تعرف هويته... كما سنتتبع حكاية ظريفة عن بغل شاءت له الأقدار أن ينال شهرة كبيرة في القبيلة، وأن يعلو شأنه وأن يضاعف ثمنه حتى أن رجال القبيلة صاروا يتزايدون على شرائه ويرفعون من سومته وذلك لأنه اشتهر بينهم بقتل النساء. |                                 |                    |
| 20 | «السالف التالف»                 | 18 فبراير 2007     |
| عبر حكي هاينة للعجوز عن قصتها، نتعرف كذلك عن قصتها مع رمانة، فهاينة عانت الكثير من قسوة خالتها، وكان متنفسها الوحيد هو الخروج للقاء سيد الغالي" الأمير المتنكر"، إلا أن رمانة ينتابها الشك فتتبع خطوات هاينة وتكشف أمرها، فتحكي لبنات القبيلة ما رأت، فيفتضح أمر هاينة، وتقوم خالتها القاسية بقطع شعرها عقابا لها. . |                                 |                    |
| 21 | «سالف العودة»                   | 18 فبراير 2007     |
| بعد تعرض لمحاولة اغتيال من طرف أخوته الذين ألقوا به في الغابة، تقوم فتاة غريبة تدعى "هينة" بالاعتناء به وهي تجهل كونه ابن سلطان القبيلة. يمضي الوقت فيسترد فيها ابن السلطان وعيه وعافيته. وفي أحد الأيام، يعثر عليه الحراس الذين أرسلهم أبوه للبحث عنه وهناك سيعيدونه للقصر وسيفقد أثر الشابة. ليبدأ الشاب في البحث عن "هينة" ذات السالف الطويل الأسود. |                                 |                    |
| 22 | «المعاكيز»                      | 22 أكتوبر 2006     |
| في هذه الحلقة تحكي العجوز منانة لرمانة قصتها مع المعاكيز، حيث بينما كانت تتجول بين الحقول، تصادف منانة فلاحًا مسنًا يشتغل وحده في الأرض، تقترب منه منانة وتسأله عن أحواله، وعن السر وراء هذا الحزن والهم الذي يظهر عليه، فيحكي لها عن معضلته مع أبنائه الثلاثة الكسلى، الذين يعتمدون كل الاعتماد على والدهم ليطعمهم ويعتني بهم، تأسف منانة لحال ذلك الفلاح العجوز، فتقترح عليه أن تحل له هذه المعضلة، فترافقه إلي بيته، وهناك تتعرف على الأبناء الثلاثة، فتبدأ منانة بمساعدة والدهم في تدبير حيلة ذكية، جعلت أولئك الأبناء يزيلون عنهم لباس الكسل ويتحركون بنشاط لمساعدة والدهم في الرعي والزراعة. |                                 |                    |
| 23 | «التاجر والقاضي»                | 22 أكتوبر 2006     |
| التاجر والقاضي |                                 |                    |
| 24 | «التاجر والقاضي - الجزء الثاني» | 18 مارس 2007       |
| تحكي لالة منانة قصتها لرمانة وهينة. فبعد وقت قليل من زواجها، أخبرها زوجها التاجر أنه وقع عليه اختيار القبيلة لقيادة القافلة التجارية التي سترحل لبلاد مجاورة... قبل رحيله سيطلب من أخيه قاضي القضاة أن يرعى زوجته في غيابه... تمر سنة قبل أن يقرر القاضي زيارة زوجة أخيه وما إن وقعت عيناه عليها حتى وقع في غرامها فقرر الزواج منها رغما عنها... |                                 |                    |
| 25 | «وزينة وولد غنو»                | 1 أكتوبر 2008      |
| بعد رحيل ألأب إلى قرية مجاورة، تضطر زاينة وأمها يامنة للتعايش مع زوجة عمها وابنتيها. هاتين الأخيرتين اللتان تغاران من زاينة ستقنعان يامنة أن تسمح لابنتها بمرافقهما إلى الغابة. وهناك سيتم اختطاف زاينة من طرف ولد غنو. |                                 |                    |
| 26 | «هينة أو ولد السلطان»           | 8 أكتوبر 2006      |
| عند عودته للقصر، لم يستطع ولد السلطان أن ينسى هينة، الفتاة الجميلة التي أنقذت حياته وذلك على الرغم من مجهودات أبيه ومن حوله من أجل إقناعه بنسيان هذه المرأة التي قلبت حياته رأسا على عقب والزواج من امرأة أخرى. |                                 |                    |

## وصلات خارجية
- رمانة وبرطال على موقع IMDb (الإنجليزية)
- رمانة وبرطال على موقع قاعدة بيانات الأفلام العربية